# Marathon van Fukuoka 1994
De marathon van Fukuoka 1994 werd gelopen op zondag 4 december 1994. Het was de 48e editie van de marathon van Fukuoka. Aan deze wedstrijd mochten alleen mannelijke elitelopers deelnemen. De Tanzaniaan Boay Akonaay kwam als eerste over de streep in 2:09.45.

## Uitslagen
| rang   | naam                 | land | tijd    |
| ------ | -------------------- | ---- | ------- |
| Goud   | Boay Akonay          | TAN  | 2:09.45 |
| Zilver | Manuel Matias        | POR  | 2:09.50 |
| Brons  | Valdenor Pereira     | BRA  | 2:10.15 |
| 4      | Andrés Espinosa      | MEX  | 2:11.20 |
| 5      | Toshiaki Kurabayashi | JPN  | 2:11.28 |
| 6      | Kozo Akutsu          | JPN  | 2:11.31 |
| 7      | Shingo Nakamura      | JPN  | 2:12.15 |
| 8      | Kenichiro Takeuchi   | JPN  | 2:12.33 |
| 9      | Masaki Oya           | JPN  | 2:13.34 |
| 10     | Juma Ikangaa         | TAN  | 2:13.57 |

1947 ·
1948 ·
1949 ·
1950 ·
1951 ·
1952 ·
1953 ·
1954 ·
1955 ·
1956 ·
1957 ·
1958 ·
1959 ·
1960 ·
1961 ·
1962 ·
1963 ·
1964 ·
1965 ·
1966 ·
1967 ·
1968 ·
1969 ·
1970 ·
1971 ·
1972 ·
1973 ·
1974 ·
1975 ·
1976 ·
1977 ·
1978 ·
1979 ·
1980 ·
1981 ·
1982 ·
1983 ·
1984 ·
1985 ·
1986 ·
1987 ·
1988 ·
1989 ·
1990 ·
1991 ·
1992 ·
1993 ·
1994 ·
1995 ·
1996 ·
1997 ·
1998 ·
1999 ·
2000 ·
2001 ·
2002 ·
2003 ·
2004 ·
2005 ·
2006 ·
2007 ·
2008 ·
2009 ·
2010 ·
2011 ·
2012 ·
2013 ·
2014 ·
2015 ·
2016 ·
2017